# 专业频道
专业频道 （英語：Specialty Channel）可以是公共或商业电视频道，它以某个单一的类型、主题或特定收视市场人群来编排、制作电视节目。

## 简介
在1990年代到2000年代这段时间，专业频道在全球各国得到了长足发展，各国的专业频道数量都在快速增加。那种只有几个电视台来服务各个利益群体或人口类型的收视模式已经过时，越来越多的电视业者意识到专业频道的重要性。时至今日，大约有65%的卫星电视频道是专业频道。
目前比较常见的专业频道类型有：

| - 电影频道 - 音乐频道 - 体育频道 - 竞猜频道 - 购物频道 | - 新闻频道 - 公共事务频道 - 教育频道 - 纪录频道 - 宗教频道 | - 女性频道 - 男性频道 - 儿童频道 - 成人频道 |

需要注意的是，上述频道类型并没有涵盖所有的专业频道类型；同时在某些国家或地区，它们并不使用上述的分类或称呼。

## 相关
- 综合频道